# Siedlung Löwental
Die Siedlung Löwental und die Schmitthennersiedlung waren Arbeitersiedlungen und geschlossene Ortsteile von Friedrichshafen am Bodensee, die während des Zeppelinbooms und der Weltwirtschaftskrise ab 1935 erbaut wurden.

## Geschichte
Als in den 1930er Jahren die Einwohnerzahl der Stadt Friedrichshafen von 12.000 auf 15.700 anstieg, schlossen sich die Stadt Friedrichshafen, die Firmen Dornier-Metallbauten, Luftschiffbau Zeppelin und die Bodanwerft Kressbronn sowie die Gemeinden Meckenbeuren, Schnetzenhausen, Ailingen, Kressbronn, Eriskirch, Ettenkirch, Berg und Oberteuringen zusammen und gründeten die „Württembergische Bodenseesiedlung GmbH“ mit einem Stammkapital von 50.000 Reichsmark mit dem Ziel, mittels einer Wohnbaugesellschaft die Konjunktur anzukurbeln wie auch die Wohnungsnot zu lindern.
Heutige Bewohner des in Friedrichshafen gemeinhin Löwentalersiedlung genannten Stadtbereichs bezeichnen sich noch gerne als Siedler und feiern dieses auch mit dem jährlich stattfindenden Siedlerfest.

## Architektur
Die Planung der Siedlung in einem Verbund mit den Siedlungen Zeppelindorf und der Schmitthennersiedlung entstand unter der Ägide des Architekten Paul Schmitthenner aus Stuttgart. Die Grundstücke hatten eine Größe zwischen 600 und 800 m². Es wurden 2 Haustypen angeboten und der Bau zentral und gemeinschaftlich organisiert.

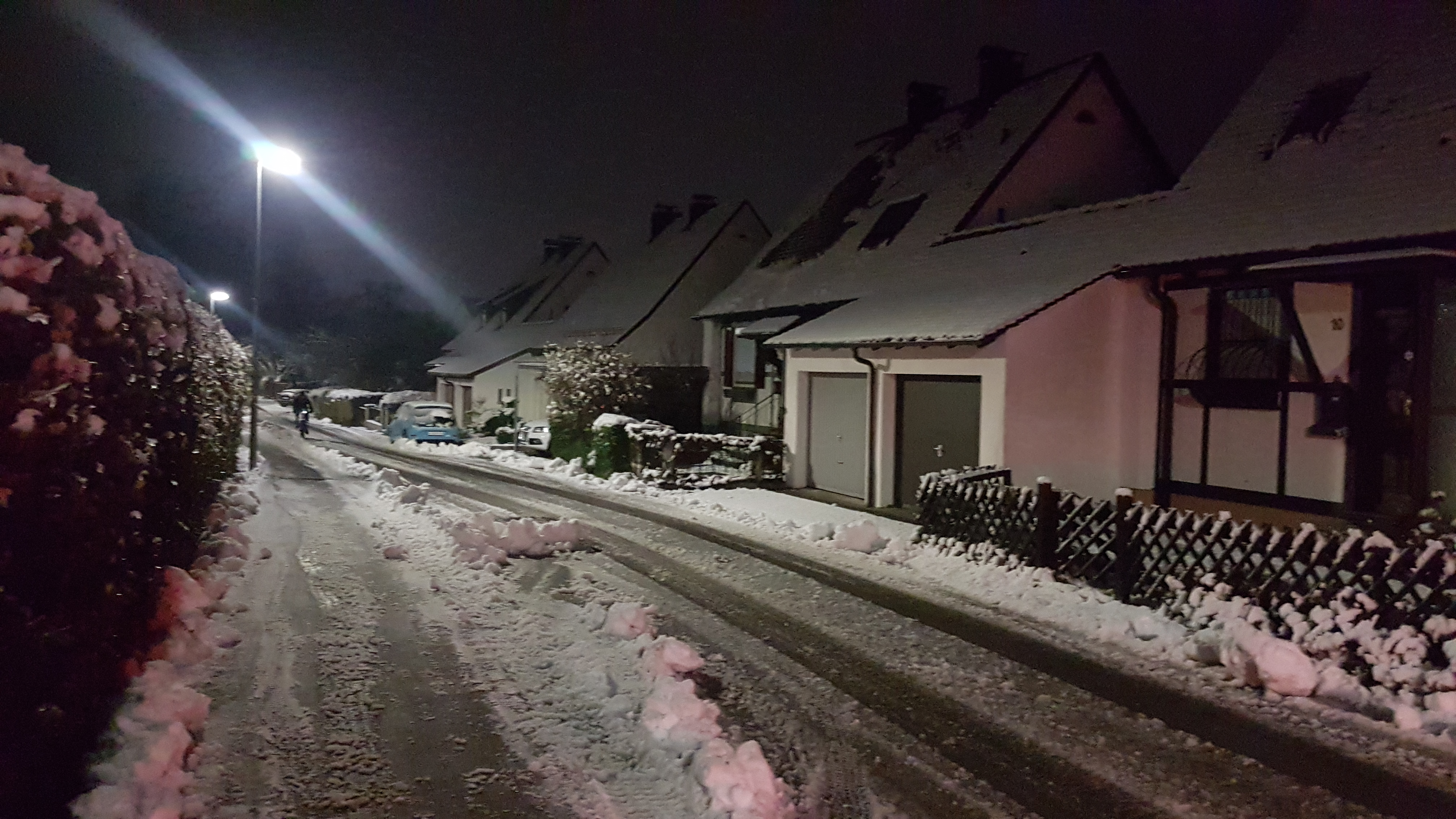
Schmitthennersiedlung, Mörikestraße 2021

## Heutige Nutzung
Die heutige Löwentaler Siedlung ist inzwischen in der auf 60.000 Einwohner angewachsenen Stadt Friedrichshafen im Dreieck Zeppelindorf, Allmannsweiler und Wiggenhausen aufgegangen nur noch durch seine alten kleinteiligen Hausstrukturen für stadtgeschichtlich Interessierte zu erkennen.